# New York Morning
New York Morning is een nummer van de Britse band Elbow uit 2014. Het is de eerste single van hun zesde studioalbum The Take Off and Landing of Everything.
Hoewel het album "The Take Off and Landing of Everything" de nummer 1-positie behaalde in de Britse albumlijst, haalde "New York Morning" slechts de 130e positie in de Britse hitlijst. In Nederland beleefde het nummer op 27 januari 2014 zijn radiopremière bij Giel Beelen op 3FM. Toch wist het nummer daar geen hitlijsten te behalen. In Vlaanderen werd het nummer daarentegen een bescheiden hitje, met een 37e positie in de Vlaamse Ultratop 50.